# Liste der Bodendenkmale in Neu Darchau
In der Liste der Bodendenkmale in Neu Darchau sind alle Bodendenkmale der niedersächsischen Gemeinde Neu Darchau aufgelistet. Die Quelle ist der Denkmalatlas Niedersachsen. Der Stand der Liste ist der 7. Juli 2024.

## Allgemein
In den Spalten finden sich folgende Informationen des Bodendenkmales :
- Lage        : geographische Koordinaten
- Bezeichnung : Bezeichnung lt. Denkmalatlas
- Beschreibung: Beschreibung lt. Denkmalatlas
- ID          : Objekt-ID
- Bild        : Bild, ggf. zusätzlich mit Link zu weiteren Fotos im Medienarchiv Wikimedia Commons.

## Drethem
| Lage                         | Bezeichnung             | Beschreibung | ID       | Bild |
| ---------------------------- | ----------------------- | --- | -------- | ---- |
| 53° 11′ 47″ N, 10° 57′ 23″ O | Drethem 3, Schalenstein | Granitfindling mit Schälchen; H. und Br. jeweils ca. 1,9 m, D. 1 m. 44 Schälchen sind noch erkennbar, Dm. 3–7 cm, bis zu 2,5 cm T.; einige sind nur schwach ausgeprägt bzw. verwittert. 1968 ca. 400 m weiter nordwestlich in einem Acker gefunden und an den jetzigen Standort versetzt. | 28918060 | BW   |